# Bastian Trost
Bastian Trost (* 29. März 1974 in Düsseldorf) ist ein deutscher Performer und Schauspieler, der durch seine Rolle als Esau Matt in dem Film Der Laden bekannt wurde. Er ist Teil des Performance-Kollektivs Gob Squad. Trost lebt in Berlin. 

## Theater
Trost besuchte die Westfälische Schauspielschule Bochum und konnte schon im Alter von sechzehn Jahren am Düsseldorfer Schauspielhaus in Rollen in Medea und König Lear erste Erfahrungen sammeln. Später war er in Theaterstücken wie Romeo and Juliet (1991), Der gute Dieb (1998) und The Beach (2001) zu sehen. 
2003 trat er der Künstlergruppe Gob Squad bei und spielt seitdem regelmäßig am Theater Hebbel am Ufer und an der Berliner Volksbühne (u. a. in Gob Squad’s Kitchen (You’ve Never Had it So Good) und Western Society) und tourt mit vielen Gob-Squad-Projekten weltweit.
Im Februar 2021 war Trost Teil der Initiative #ActOut im SZ-Magazin, zusammen mit 184 anderen lesbischen, schwulen, bisexuellen, queeren, intergeschlechtlichen und transgender Personen aus dem Bereich der darstellenden Künste.

## Filmografie (Auswahl)
- 1994: Maries Lied: Ich war, ich weiß nicht wo, Regie: Niko von Glasow
- 1996: Und morgen fängt das Leben an, Regie: Anno Saul
- 1997: Faust (Folge: Tote weinen nicht), Regie: Martin Enlen
- 1997: Leben in Angst, Regie: Dagmar Damek
- 1997: Anwalt Abel (Folge: Die Spur des Mädchenmörders), Regie: Marc Rothemund
- 1998: Der Laden, Regie: Jo Baier
- 1998: Der Campus, Regie: Sönke Wortmann
- 1998: Andrea und Marie, Regie: Martin Enlen
- 1999: Nichts als die Wahrheit, Regie: Roland Suso Richter
- 1999: Aimée & Jaguar, Regie: Max Färberböck
- 2000: Falsche Liebe – Die Internetfalle, Regie: Dirk K. van den Berg
- 2000: Donna Leon – Venezianische Scharade, Regie: Christian von Castelberg
- 2000: Tatort – Blaues Blut, Regie: Helmut Förnbacher
- 2002: Solino, Regie: Fatih Akin
- 2002: Tatort – Der dunkle Fleck, Regie: Peter F. Bringmann
- 2002: Drei Stern Rot, Regie: Olaf Kaiser
- 2002: Baader, Regie: Christopher Roth
- 2003: Hamlet X, Regie: Herbert Fritsch
- 2003: Gott ist tot, Regie: Kadir Sözen
- 2003: Rot und Blau, Regie: Rudolf Thome
- 2004: Die Stunde der Offiziere, Regie: Hans-Erich Viet
- 2004: Frau fährt, Mann schläft, Regie: Rudolf Thome
- 2005: Schläfer, Regie: Benjamin Heisenberg
- 2005: Weiße Stille, Regie: Philip Haucke
- 2006: Bella Block: Blackout, Regie: Rainer Kaufmann
- 2006: Das Leben der Anderen, Regie: Florian Henckel von Donnersmarck
- 2007: After Effect, Regie: Stephan Geene
- 2009: Ganz nah bei Dir, Regie: Almut Getto
- 2009: Tatort – Architektur eines Todes, Regie: Titus Selge
- 2010: Eine flexible Frau, Regie: Tatjana Turanskyj
- 2011: Das traurige Leben der Gloria S., Regie: Christine Groß & Ute Schall
- 2013: Die Erfindung der Liebe, Regie: Lola Randl
- 2014: Saphirblau, Regie: Katharina Schöde & Felix Fuchssteiner
- 2015: Take What You Can Carry, Regie: Matthew Porterfield
- 2016: August, Regie: Omer Fast
- 2017: Draußen in meinem Kopf, Regie: Eibe Maleen Krebs
- 2018: Werk ohne Autor, Regie: Florian Henckel von Donnersmark
- 2018: Von Bienen und Blumen, Regie: Lola Randl
- 2019: Weitermachen Sanssouci, Regie: Max Linz
- 2024: Tatort: Murot und das 1000-jährige Reich
- 2025: Helix (Fernsehfilm)

## Hörspiele
- 2003: Holger Teschke: Jungfrau Maleen – Regie: Barbara Plensat (Kinderhörspiel – DLR Berlin)
- 2004: Rolf Schneider: Die Affäre d'Aubray (Jean Babtiste Desgrais) – Regie: Walter Niklaus (Hörspiel – MDR/RBB)
- 2007: Stella Luncke/Josef Maria Schäfers: American Overflow – Regie: Stella Luncke/Josef Maria Schäfers (Hörspiel – SWR)
- 2013: Sarah Khan: Die Gespenster von Berlin (Kristof) – Regie: Clemens Schönborn (Hörspiel – RBB)

## Auszeichnungen
- 1999: Trost war Teil des Darstellerteams von Der Laden, für das Martin Benrath (zusammen mit Regisseur Jo Baier) den Adolf-Grimme-Preis mit Gold bekam
- 2009: Beim Theaterfestival Impulse in Düsseldorf gewann er mit der Gruppe Gob Squad für das Stück Saving the World den Preis des Goethe-Instituts.
- 2012: wurde er mit der Performance Gob Squad’s Kitchen (You’ve Never Had It So Good) in New York City mit dem Drama Desk Award als „best unique theatrical experience“ ausgezeichnet.
- 2012: wurde er als Teil von Gob Squad mit dem Stück Before Your Very Eyes zum 49. Berliner Theatertreffen eingeladen.
- 2020: gewann er mit Gob Squad den Tabori Preis
- 2021: wurde er als Teil von Gob Squad mit dem Stück Show Me A Good Time zu den Berliner Festspielen[3] Berliner Theatertreffen eingeladen.